# 北宋站
北宋站是石家庄地铁1号线的地铁车站，位于中华人民共和国河北省石家庄市长安区中山东路与建华大街交叉口，于2017年6月26日开通。

## 车站结构
北宋站位于中山东路与建华大街交叉口，沿中山东路呈东西向布置，为地下两层岛式站台车站，车站长227.66米，标准段宽22.1米，车站地下一层为站厅层，地下二层为站台层，站台设置全高站台门。建设中的4号线车站沿建华北大街呈南北向布置，为地下三层岛式站台车站，车站长169.9米，标准段宽22.7米，车站地下一层为站厅层，地下三层为站台层，两线预计将采用T型换乘形式，换乘节点连接1号线站台中部与4号线站台南侧。
|                   |  | █ 1号线往西王（体育场） |
| 島式 · 開左邊车门 |  |                         |
|                   |  | █ 1号线往福泽（谈固）   |

|               |  | 未來 █ 4号线往东垣东路（和平路）     |
| 未啟用 · 島式 |  |                                      |
|               |  | 未來 █ 4号线往玉村南路（省广电总台） |

## 车站出口
北宋站共有4个出入口，各出口及周围设施如下所示：
| 出口编号                             | 照片 | 地点                                 | 可到达目的地             |
| ------------------------------------ | ---- | ------------------------------------ | ------------------------ |
| 出口 · A · 扶手电梯标志              |      | 中山东路（北侧），建华北大街（东侧） | 半岛国际建华城市广场     |
| 出口 · B · 升降机标志 · 扶手电梯标志 |      | 中山东路（南侧），建华南大街（东侧） | 蓝天商厦，正阳城市广场   |
| 出口 · C · 扶手电梯标志              |      | 中山东路（南侧），建华南大街（西侧） | 河北省化学工业研究院     |
| 出口 · D · 扶手电梯标志              |      | 中山东路（北侧），建华北大街（西侧） | 河北省电力勘测设计研究院 |
| 註： 設有 \| 設有扶手電梯            |      |                                      |                          |

## 接驳交通

### 公交车
- 北宋：1路，5路，28路，41路，57路，60路，73路，116路，快516路，西柏坡红色旅游专3路，西部长青假日旅游专线1路

## 历史
- 2017年6月26日，本站随1号线通车一同开通[1]。
- 2021年1月9日，受新冠疫情影响，车站暂停运营[5]。2月19日，车站恢复运营[6]。
- 2022年8月28日，受新冠疫情影响，车站暂停运营[7]。9月6日，车站恢复运营[8]。
- 2023年6月28日，4号线车站工程开工[4]。

## 其他
本站站名得名于所处地名北宋村，该处曾是一处水运码头，是当时真定一带的货物主要集散地，许多货物水运至此，再向北送往真定城，故名“北送”，后谐音变为北宋。由于该名称与中国历史朝代北宋同名，2021年3月，许多乘客在该站身着古代服饰，画着古代妆容在本站拍摄照片及视频，引发争议。2021年3月22日，石家庄地铁专门就此发出提醒，提示乘客乘车须注意安全。